# Kapatkevitchy
Kapatkevitchy (en biélorusse : Капаткевічы ; en łacinka : Kapatkievičy) ou Kopatkevitchi (en russe : Копаткевичи ; en polonais : Kopatkiewicse) est une commune urbaine de la voblast de Homiel ou oblast de Gomel, en Biélorussie. Sa population s'élevait à 2 880 habitants en 2017.

## Géographie
Kapatkevitchy est bâtie sur la rive gauche de la rivière Ptsich, un affluent de la rive gauche de la Pripiat et se trouve à 42 km au nord-est de Petrykaw, le centre administratif du raion.

## Histoire
En 1897, Kapatkevitchy faisait partie de la Zone de Résidence obligatoire des sujets juifs de l'Empire russe et comptait une communauté de 1 310 personnes, soit 74 % de la population totale. Kapatkevitchy accéda au statut de commune urbaine en 1938. De 1924 à 1931, puis de 1935 à 1962, Kapatkevitchy fut le centre administratif du raïon de Kapatkevitchy aujourd'hui disparu.

## Population
Recensements (*) ou estimations de la population :
| 1826 | 1883  | 1897* | 1923* | 1926* | 1939* |
| ---- | ----- | ----- | ----- | ----- | ----- |
| 926  | 1 150 | 1 768 | 2 437 | 2 613 | 2 897 |

| 1959* | 1970* | 1979* | 1989* | 1999* | 2009* |
| ----- | ----- | ----- | ----- | ----- | ----- |
| 2 950 | 2 537 | 3 723 | 4 215 | 4 100 | 3 415 |

| 2012  | 2013  | 2014  | 2015  | 2016  | 2017  |
| ----- | ----- | ----- | ----- | ----- | ----- |
| 3 118 | 3 114 | 3 071 | 3 048 | 2 960 | 2 880 |